# The Wally

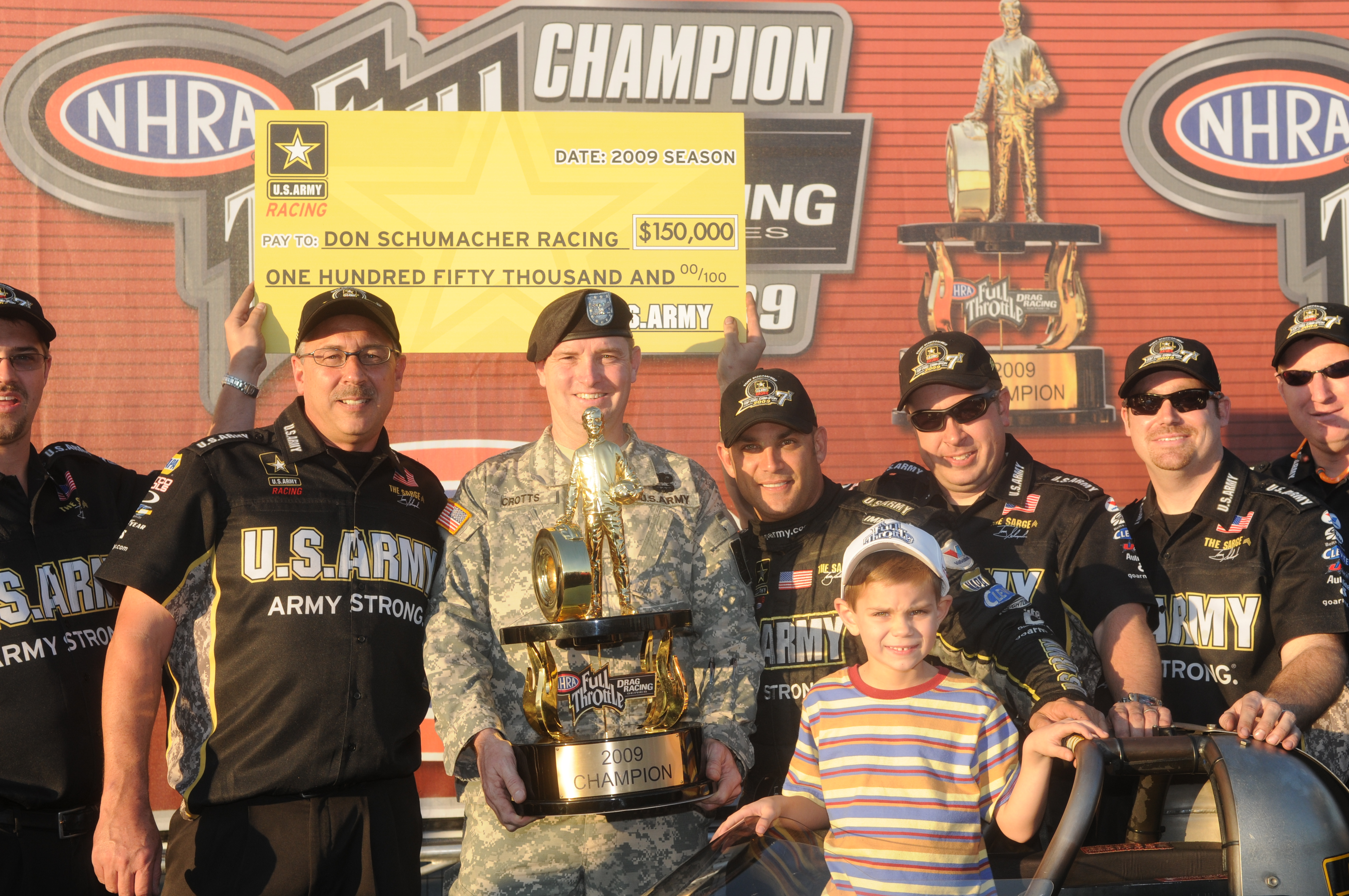
Ein Oberst der US-Army hält die NHRA-Meisterschaftstrophäe The Wally in der Hand. Umgeben von TF-Champion Tony Schumacher (rechts) und anderen Mitgliedern der Das NHRA-Team der Army.

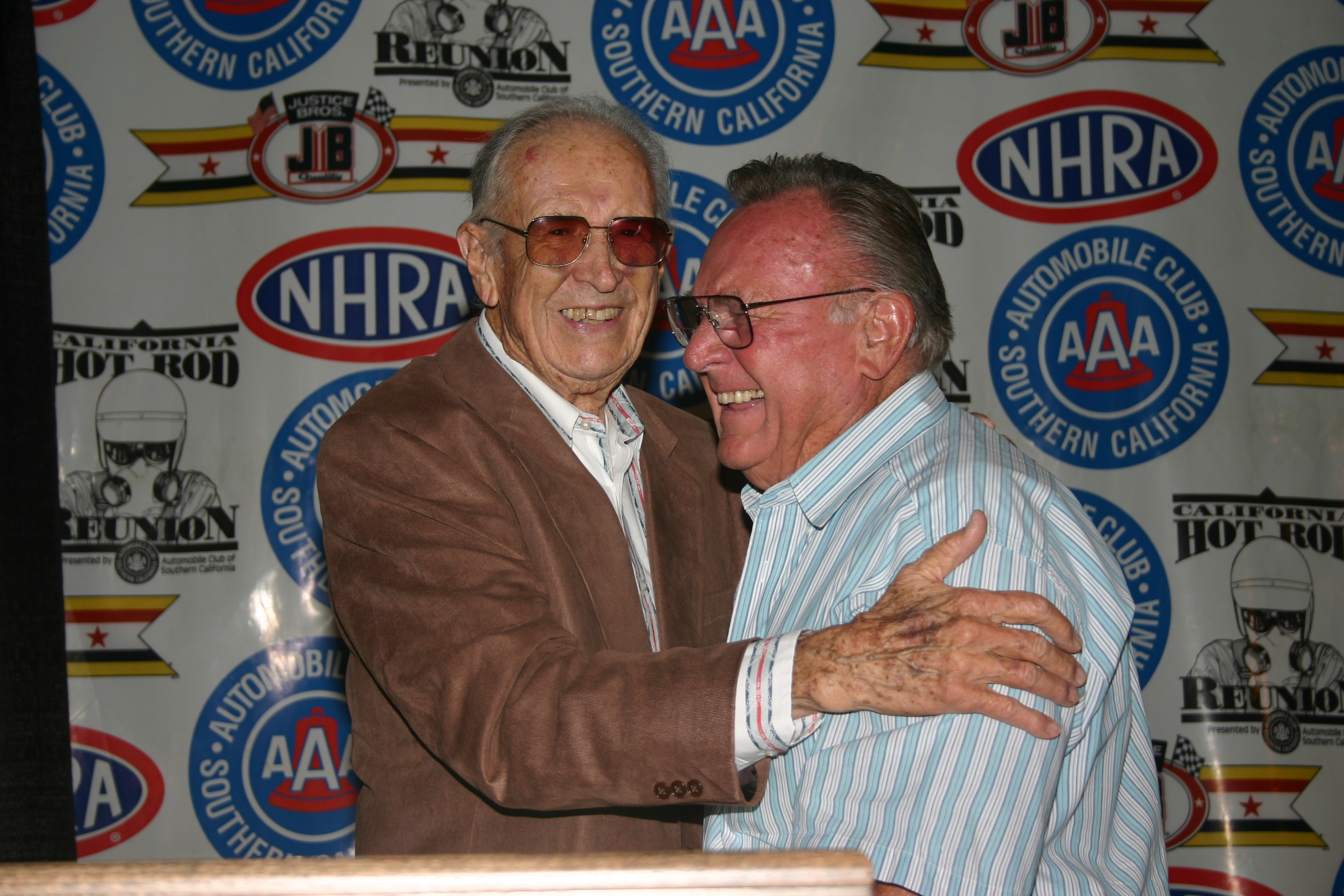
Wally Parks (l.), der Namensgeber

Die Bezeichnung „The Wally“ oder „Wally-Trophy“ ist der gängige Name für die Trophäe, die bei US-amerikanischen Drag-Racing-Veranstaltungen, die das NHRA-Prädikat tragen, an den Sieger überreicht wird. Laut Eigenaussage der NHRA ist sie die „prestigeträchtigste Trophäe des Drag Racing“.

## Ursprung
Der Name ist eine Reminiszenz an Wally Parks (1913–2007), der 1951 die National Hot Rod Association (NHRA) gründete und deren Präsident sowie Vorsitzender er über mehrere Jahrzehnte war. Die ersten Wallys wurden in der Saison 1969 an die Rennsieger vergeben.
Parks hat auch die anderen Trophys entworfen, die die NHRA bis dahin vergeben hatte, aber sie hatten immer noch große Ähnlichkeit mit den Sport-Pokalen, die überall verteilt wurden. Parks wollte aber etwas Einzigartiges, Einprägsames und vor allem etwas „Begehrtes“. Mit der Produktion seines Entwurfs beauftragte er dann die American Dragway Trophy Company aus Chicago, die schon vorher exklusiver offizieller Trophäenlieferant der NHRA war (und heute noch ist).

## Aussehen
Die Trophäe hat eine Gesamthöhe von 18 Zoll (45,72 cm) und ein Gewicht von 12 Pfund (5,44 kg). Die Metallfigur zeigt einen typischen Dragsterfahrer der 1960er Jahre mit Fahreroverall, Jethelm und Brille, der seine feuerfeste Balaklava und Fahrerhandschuhe auf einem neben ihm stehenden Dragster-Slik abgelegt hat. Sie besteht aus einer Zink-Aluminium-Legierung mit einer Antik-Messing-Beschichtung. Der Sockel ist aus massivem Walnussholz.
Die Figur zeigt nicht (wie oft behauptet) Parks selbst, sondern den Dragsterfahrer Jack Jones, einem Bekannten von Parks.

## Sportlicher Stellenwert
International betrachtet sind die USA das „Mutterland des Drag Racing“. Dadurch ist der Klassen- / Event-Sieg bei einem NHRA-Rennen die höchstmögliche Einzelleistung in dieser Sportart. Der Gewinn der Jahres-Gesamtwertung wird dem Gewinn einer Weltmeisterschaft gleichgesetzt.

„“It’s obviously an award all the drivers covet. Not so much for what it is, as for what it represents. I’d like to grab a bunch of them before I’m done.”

„Er ist offensichtlich eine Auszeichnung, die alle Fahrer begehren. Nicht so sehr wegen dem, was er ist, sondern vielmehr wegen dem, was er darstellt. Ich würde mir gerne noch ein paar davon schnappen, bevor ich abtrete.““

„“It’s as real as a glass of water but as hard to get as a million dollars. It represents way more than a champion. I don’t have the words to describe it.”

„Er ist so echt wie ein Glas Wasser, aber so schwer zu bekommen wie eine Million Dollar. Er repräsentiert weit mehr als nur einen Champion. Mir fehlen die Worte, um es zu beschreiben.““

Die meisten „Wallys“ in seiner Karriere errang TF-FC-Pilot John Force: 155 Event Siege und 16 Championships.

## Versionen
Neben der offiziellen Trophäe die bei den NHRA-Veranstaltungen für die Pro-Klassen (Top Fuel, TF-Funny Car und Pro Stock) ausgelobt wird, gibt es verschiedene Abwandlungen: Eine davon ist der NHRA Lucas Oil Drag Racing Series Wally, eine verkleinerte Nachbildung. Der NHRA National Dragster Challenge Wally, verliehen an die NHRA Summit Series E.T. Bracket Racer, hat die gleiche Größe wie der Wally der Lucas Oil Drag Racing Series, jedoch mit einer Zinnoberfläche. Ab 1994 wurde erstmals ein Wally in Originalgröße mit quadratischer Basis an nationale Meister der NHRA Junior Drag Racing League verliehen. Eine Vielzahl weiterer Auszeichnungen, darunter Plaketten und in Glas geätzte Trophäen, zeigen ebenfalls das Abbild des Wally.
Eine, stark von „The Wally“ inspirierte Sportauszeichnung ist die neu gestaltete Ironman-Trophy der IHRA (International Hot Rod Association, zweitgrößter Drag Racing Verband der USA), die Ende der Saison 2007 vorgestellt wurde. Die charakteristische Siegespose mit den weit ausgestreckten Armen des US-amerikanischen Top-Fuel-Piloten Clay Millican diente als Vorbild für die, von der in Chicago ansässigen Firma R.S. Owens produzierte Figur. Millican errang den Rekord von 52 IHRA-Siegen und sechs aufeinanderfolgenden IHRA-Top-Fuel-Meisterschaften.